# Запрет на ношение масок

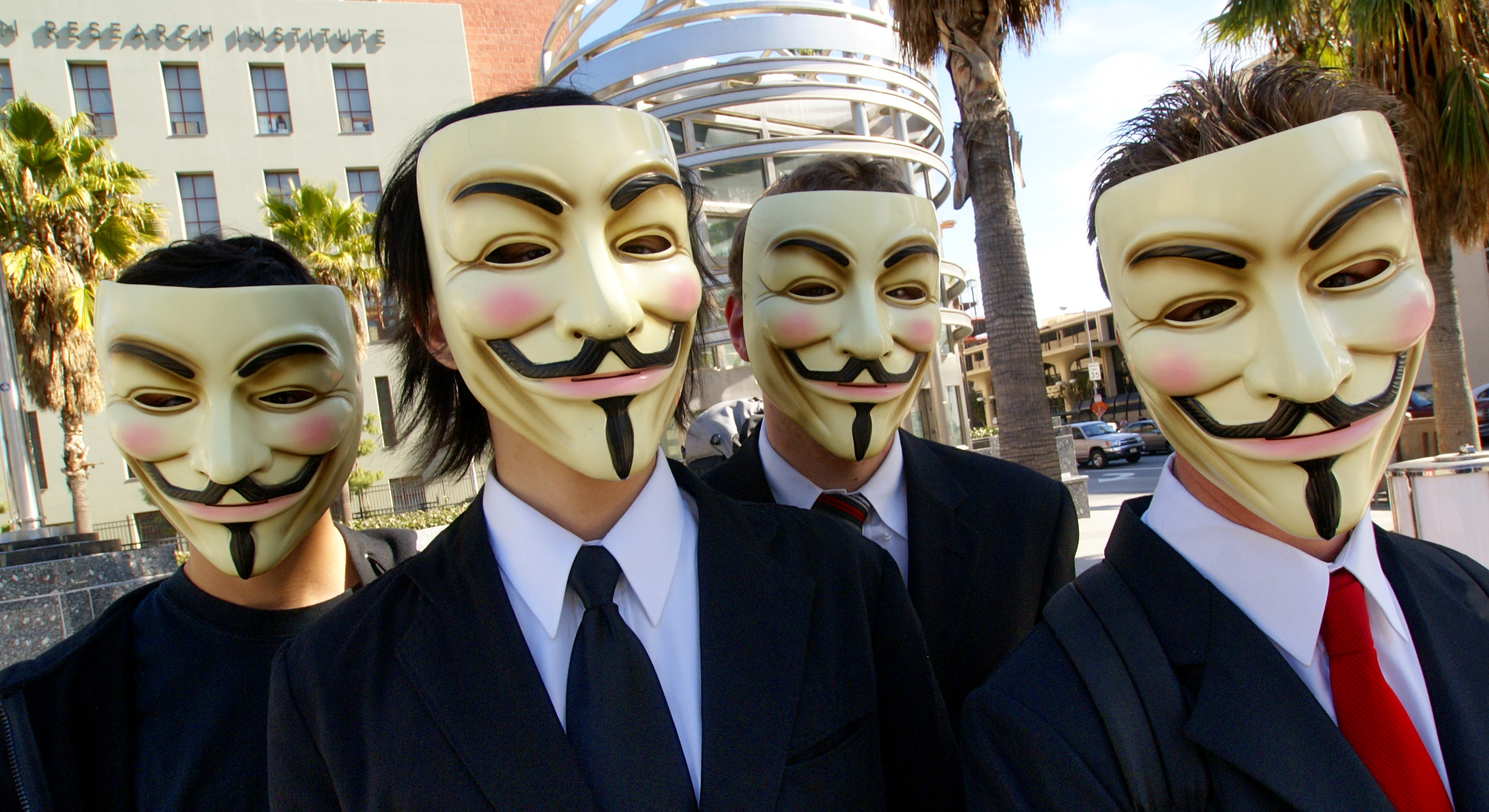
Анонимус в публичном пространстве в масках Гая Фокса. Лос-Анджелес, 2008 год. Маска Гая Фокса, впервые использованная «Анонимусами» в 2008 году, сама стала графическим интернет-мемом и одним из символов сообщества «Анонимус».

Запрет на ношение масок — законодательные ограничения на ношение масок в публичных местах в законодательствах многих стран.

## Россия
Часть 4 статьи 6 Федерального Закона № 54-ФЗ «О собраниях, митингах, демонстрациях, шествиях и пикетированиях» не позволяет участнику публичного мероприятия скрывать своё лицо, в том числе использовать маски, средства маскировки, иные предметы, специально предназначенные для затруднения установления личности; организатор митинга для соблюдения закона обязан требовать от участников не скрывать свои лица. Лица, не подчинившиеся законным требованиям организатора публичного мероприятия либо уполномоченного представителя власти, могут быть удалены с места проведения данного публичного мероприятия, а также привлечены к административной ответственности в соответствии со статьёй 20.2 КоАП. При этом согласно определению Конституционного Суда РФ от 7 июля 2016 г. № 1428-О привлечение к ответственности невозможно без установления вины, которое не предполагает сугубо формального подхода, то есть при квалификации действий участников публичного мероприятия должны учитываться их мотивы и цели, наступившие последствия и их влияние на безопасность. Сокрытие своего лица либо его части, не связанное с намерениями затруднить установление личности и не вызвавшее негативных последствий — например, применение шарфов и капюшонов в жаркую и слишком холодную погоду или нанесение рисунков на лицо — Конституционный Суд счёл не противоречащим нормам Федерального Закона.

## США
Законы пятнадцати штатов и многих административных образований США включают запрет на ношение масок. Эти законы в основном были приняты в середине XX века с целью подавить выступления Ку-клукс-клана, члены которого скрывали свои лица.
Эти законы продолжают применяться, например, они применялись в 2010-х годах против участников движения «Захвати». В частности, для арестов участников «Захвати Уолл-стрит» использовался нью-йоркский закон, введённый в 1845 году для защиты полицейских от бунтующих фермеров, которые нападали на полицейских под прикрытием масок. Изменения к закону, принятые в 1965 году, сделали незаконным собрание двух или более замаскированных людей, в том числе и маскарады.

## Канада
Канадский парламент принял законопроект C-309, который запрещает ношение масок во время беспорядков и в случае незаконных демонстраций. Закон вступил в действие 19 июня 2013 года. За нарушение закона грозит тюремное заключение на срок до десяти лет.

## Австрия
В Австрии запрет на ношение масок во время демонстраций добавлен в 2002 году в § 9 закона о собраниях (нем. Versammlungsgesetz). Нарушение закона может не преследоваться, если использование маски не угрожало общественному порядку и безопасности. Нарушение закона карается согласно § 19a тюремным заключением на срок до шести месяцев (до года в случае повторного нарушения) или штрафом.

## Дания
Ношение масок на демонстрациях запрещено в Дании.

## Германия
В Германии сокрытие своего лица во время публичных собраний (в том числе демонстраций) запрещено с 1980-х годов, согласно § 17a Abs. 2 закона о собраниях (нем. Versammlungsgesetz), с тем, чтобы полиция могла опознавать демонстрантов. Наказание за нарушение закона — тюремное заключение на срок до одного года.

## Испания
Согласно испанскому законодательству, демонстранты, закрывающие свои лица, могут быть подвергнуты штрафу до 30 000 евро.

## Швеция
Согласно закону о запрещении ношения масок, участникам демонстрации запрещено прикрывать лица таким образом, чтобы затруднить идентификацию. Запрет относится не только к митингам, сопровождающимся нарушениями общественного порядка, или при непосредственной опасности такого нарушения. Закон не позволяет исключения по религиозным соображениям или даже в случае, когда сокрытие лиц было разрешено.

## Швейцария
В Швейцарии использование масок запрещено в следующих кантонах:
- Базель-Штадт (с 1990 года);
- Цюрих (с 1995);
- Берн (с 1999);
- Люцерн (с 2004);
- Тургау (с 2004);
- Золотурн (с 2006);
- Санкт-Галлен (с 2009).

## Франция
Французский закон о сокрытии лица, принятый сенатом Франции 14 сентября 2010 года, запретил ношение головных уборов, скрывающих лицо, в том числе масок, шлемов, балаклав, никабов.

## Украина

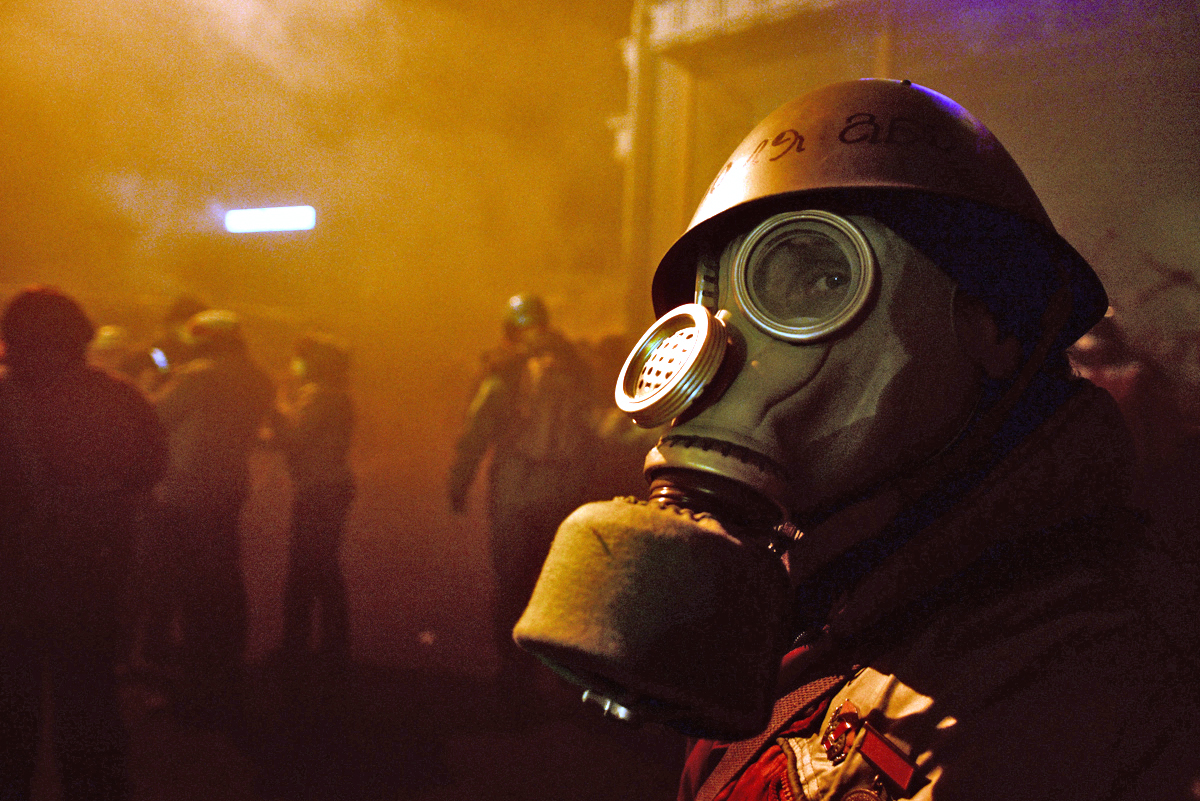
Демонстрант на Евромайдане

После столкновения демонстрантов с милицией на Евромайдане Верховная Рада приняла закон 721-VII, запрещающий ношение масок, касок и камуфляжа в ходе демонстраций и других массовых мероприятий под угрозой штрафа до 400 долларов и административного ареста на срок до 15 суток. Закон был отменён почти немедленно, в январе 2014 года, предварительно вызвав массовые протесты, выходящие за мирные рамки.

## В истории

### Венецианская республика
В связи с популярностью масок в Венецианской республике, их использование ограничивалось сложной системой законов. Так, в 1615 году вышел закон, запрещающий проституткам ношение масок во время поездок в гондолах.
В течение длительных периодов истории Венеции людям в масках не разрешалось заходить в церкви: закон 1718 года запретил им даже приближаться к соборам, запрещение в разной форме подтверждалось законами 1739 и 1744 года.  Этот запрет был отменён уже через год.
Совет десяти в 1703 году для борьбы с азартными играми запретил ношение масок в казино. Благородным гражданам, уличённым в использовании масок, запрещалось появление в Большом совете в течение двух лет, на них также налагался штраф в сто дукатов, простолюдинам грозило тюремное заключение до пяти лет.